# 郝学峰
郝学峰，中华人民共和国政治人物、全国脱贫攻坚先进个人。

## 生平
郝学峰任国家林草局扶贫办副主任。因在脱贫攻坚战中作出突出贡献，2021年2月25日全国脱贫攻坚总结表彰大会上，郝学峰被授予“全国脱贫攻坚先进个人”。